# Kopf (Heraldik)

Wappen der Schwarzenberg Primogenitur

Der Kopf des Menschen oder der von Tieren ist in der Heraldik eine verbreitete Darstellung einer Wappenfigur. Die Wappenfigur kann im Schild oder im Oberwappen sein.

## Menschenkopf
Im Wappenschild ist der Kopf im Profil nach heraldisch rechts blickend als Grundstellung  oder den Betrachter ansehend, also en face, üblich. Während die erste Darstellungsart in der Wappenbeschreibung als Kopf gilt, ist die hersehende Art immer nur das Gesicht.
Grundsätzlich werden durch Haare oder Bart das Alter und Geschlecht angezeigt. Die anderen notwendigen Attribute, wie die Kopfbedeckung, geben Hinweise auf den Rang oder den Stand an. Viele Attribute haben sich im Laufe der heraldischen Entwicklung als einfach und eindeutig bewährt. Frauenköpfe werden mit wallendem Haar oder Zöpfen dargestellt.
Der Kopf des Menschen wird nur mit einem geraden Schnitt am Hals begrenzt. Ausnahme ist der Kopf des Johannes, der immer in der Schale gezeigt wird und der Januskopf, bei dem zwei Gesichter dargestellt werden, die nach beiden Seiten im Wappen sehen.

## Besondere Köpfe der Heraldik
- der Arguskopf ist ein mit Augen bedeckter Kopf
- der Januskopf hat zwei Gesichter
- der Gerionskopf hat drei Gesichter
- am Midaskopf sind Eselsohren
- das Medusenhaupt hat statt Haare Schlangen
- der Engels- oder Cherubskopf (Seraphinkopf)[1]
- der Totenkopf findet auch in Wappen Verwendung

### Liste der Attribute
- Bauer – Hut
- Engel – Flügel am Kopf, Cherubkopf
- Engel – Stirnreif mit Stern
- Heide – Heidenhut
- Heiliger – Nimbus
- Jude – Judenhut, siehe auch Hut (Heraldik)#Beispiele
- Junger Mann – Stirnbinde
- Jungfrau – langes Haar
- König – Krone auf männlichen Kopf
- Königin – Krone auf weiblichen Kopf
- Kurfürst – Kurhut
- Mohrenkönig – Mohr mit Krone
- Mohrenkopf – schwarz, Ohrring und Stirnbinde
- Narr – Gugel
- Narr – Narrenhut
- Pfarrer – Haarkranz
- Richter – Barrett
- Ritter – Visierhelm
- Teufelskopf – Hörner, Eselsohren
- Totenschädel – auch bekränzt oder Schlangen winden sich
- Wilder Mann – Laubkranz auf dem Kopf
- Witwe – Schleier

### Beispiele

Zwei Mohrenköpfe (Seitingen)
Fünf Köpfe (Ciney)
Sieben Köpfe (Nurmijärvi)
redend: Wangen im Allgäu
Judenkopf (Judenburg)
Heidenkopf (Neufahrn in Niederbayern)
Engelskopf/Cherubkopf (Ängelholm)
Totenkopf (Alkiza)
Medusenhaupt (Ferrières)
Manneshaupt (Erik IX.) – Wappen von Stockholm

## Tierische Köpfe
Alle Wappentiere können nur mit dem Kopf im Wappen sein. Hierbei ist zu unterscheiden zwischen abgerissenen und abgeschnittenen Kopf. Abgeschnitten bedeutet ein gerader Schnitt durch den Hals, während abgerissen eine flatternde Schnittkante hat. Bei Vögeln wird die Schnittfläche mit Federn  überdeckt, bei Säugetieren drapiert man Hautfetzen (Wappen von Mecklenburg). Diese werden häufig mit Rot für einen blutenden Schnitt dargestellt. Tierköpfe können gekrönt oder mit einer Krone überhöht sein. Alle Varianten sind möglich.

### Beispiele

Adlerkopf (abgerissen)
Greifenkopf (abgerissen)
Bärenkopf
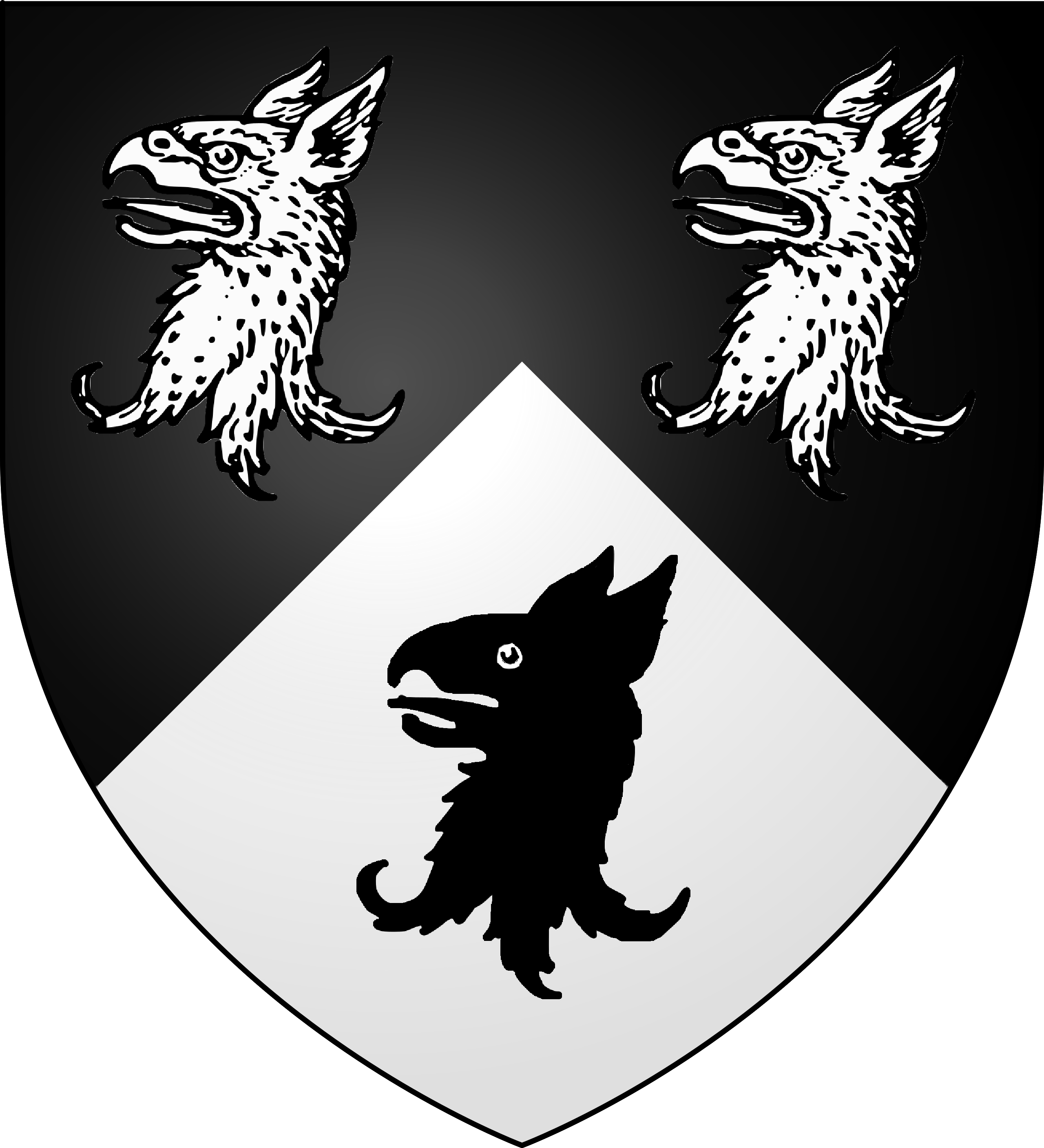
Croot (abgerissen)
Einhornkopf (abgeschnitten)
Stierkopf in Feld 1 und 4 (abgerissen), Feld 2 mit Greif, Feld 3 mit Adler
Zwei abgerissene Löwenköpfe
Zwei abgewendete Schwanenköpfe (abgeschnitten)
Hirschkopffisch
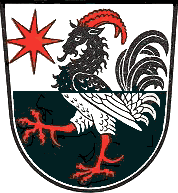
Hahn mit Ziegenkopf